# Milejowiec
Milejowiec [pronunciación en polaco: /milɛˈjɔvjɛt͡s/] es un pueblo ubicado en el distrito administrativo de Gmina Rozprza, dentro del Distrito de Piotrków, Voivodato de Łódź, en Polonia central. Se encuentra aproximadamente a 10 kilómetros al noreste de Rozprza, a 8 kilómetros al sureste de Piotrków Trybunalski, y a 52 kilómetros al sur de la capital regional Łódź.